# Pluteus satur
Pluteus satur är en svampart som beskrevs av Kühner & Romagn. 1956. Pluteus satur ingår i släktet Pluteus och familjen Pluteaceae.   Inga underarter finns listade i Catalogue of Life.
I den svenska databasen Dyntaxa används istället namnet Pluteus pallescens för samma taxon.  Arten har ej påträffats i Sverige.